# یوزف هالر
یوزف هالر فون هالنبورگ (لهستانی: Józef Haller von Hallenburg; ۱۳ اوت ۱۸۷۳ – ۴ ژوئن ۱۹۶۰) سپهبد هنگ‌های لهستانی در جنگ جهانی اول و نیروی زمینی لهستان، بلند مرتبه‌ترین عضو و رئیس سازمان پیشاهنگی لهستان و فعال سیاسی و اجتماعی بود. یکی دیگر از شخصیت‌های معاصر لهستان به نام استانیسواو هالر از بستگان اوست.
هالر تحصیلات نظامی خود را در وین گذراند و پس از آن به خدمت ارتش اتریش-مجارستان درآمد که پس از رسیدن به درجه سروانی از آن خارج شد. هالر از هواداران یک گروه طرفداران استقلال لهستان به نام شاهین بود. در سال ۱۹۱۶ و طی جنگ جهانی دوم هالر به فرماندهی تیپ دوم هنگ‌های لهستانی رسید که در جبهه شرق مشغول نبرد با ارتش روسیه بودند.
در سال ۱۹۱۸ هالر و واحد تحت امرش که تا آن زمان جزئی از ارتش اتریش-مجارستان بودند از این کشور گسسته و با لهستانی‌هایی که ارتش روسیه را ترک کرده بودند متحد شدند. اعتراض این سربازان به انعقاد عهدنامه برست-لیتوفسک که منافع لهستان را تأمین نمی‌نمود. پس از نبرد کانیف با قوای آلمانی عمده سربازان لهستانی اسیر نیروهای آلمانی شدند اما هالر توانست از دستگیری بگریزد و خود را به مسکو برساند. او از آنجا و از طریق بندر مورمانسک خود را ژوئیه ۱۹۱۸ به فرانسه رسانید. در فرانسه او به عضویت کمیته ملی لهستان درآمد و ارتش آبی را تشکیل داد. هالر و نیروهای تحت امرش چند ماه پایانی جنگ جهانی اول را دوشادوش نیروهای متفقین علیه آلمان جنگیدند.
با پایان جنگ، هالر به لهستان برگشت و به جبهه اوکراین اعزام شد. در سال ۱۹۲۰ او پومرانی و گدانسک را به نام لهستان تصرف نمود و در جنگ لهستان-شوروی ارتشی از داوطلبان را فرماندهی می‌نمود. هالر در این زمان بازرس کل ارتش و جزئی از کمیته جنگ لهستان بود.
هالر از ۱۹۲۰ تا ۲۷ نائب رئیس مجلس لهستان بود. در این دوره و با انتخاب گابریل ناروتوویتس به ریاست جمهوری در دسامبر ۱۹۲۲ هالر به حاشیه رانده شد و مورد بی‌مهری قرار گرفت. پس از کودتای مه در سال ۱۹۲۶ به هالر دستور داده شد تا استعفا دهد. در این زمان او یاری کرد تا سازمان مخالف رژیم حاکم بر لهستان به نام جبهه مورژ تشکیل شود.
هنگام تهاجم آلمان به لهستان در سال ۱۹۳۹ هالر در بیرون از لهستان زندگی می‌کرد و اسیر نیروهای آلمانی نشد. در دولت ووادیسواف سیکورسکی طی سال‌های ۱۹۴۰ تا ۴۳ او وزیر آموزش بود و بعد از پایان جنگ در لندن باقی ماند و دیگر درگیر فعالیت سیاسی نگشت.
وی همچنین برندهٔ جوایزی همچون لژیون دونور (افسر بزرگ) و نشان عقاب سپید (لهستان) شده‌است.